# Chine aux Jeux paralympiques d'été de 2016
La Chine participe aux Jeux paralympiques d'été de 2016 à Rio de Janeiro. Il s'agit de la neuvième participation de ce pays aux Jeux paralympiques d'été.